# Serrasalmus manueli
Serrasalmus manueli, in Venezuela Caribito Parguasero, engl. Manuel's Piranha oder Green Tiger Piranha, ist eine Sägesalmlerart aus dem tropischen Südamerika.

## Beschreibung
Serrasalmus manueli ist eine große Sägesalmlerart. Sie erreicht eine Standardlänge von 36 cm, Exemplare aus dem unteren Amazonas sollen bis 60 cm erreichen. Die Färbung ist silber mit einem bläulich-grünen Schimmer. Operculum, Kehle und Brustflosse (Pectorale) sind orange-rot gefärbt. Die Seiten des Körpers zeigen zahlreiche kurze, schmale, längliche Flecken, die Schwanzflosse zum Körper hin ein schwarzes Band. An der Schulter befindet sich ein auffälliger Fleck. Jungtiere sind länglicher und weniger massig, ihr Kopf und die Augen sind verhältnismäßig groß.
Die dreieckigen, scharfen, an den Schneiden mit einer Wellenlänge von etwa 10–15 µm mikrogesägten Zähne sind so angeordnet, dass die Spitzen beim Schließen des Mauls übereinander liegen und die Beute zuerst punktieren. Beim weiteren Schließen wird das Gewebe wie durch eine Guillotine durchtrennt.

## Verbreitung
S. manueli bewohnt die Einzugsgebiete von Amazonas und Orinoco in Brasilien und Venezuela. Typlokalität ist der Río Paraguaza, Mittlerer Orinoco.

## Lebensweise
S. manueli bevorzugt Klar- und Schwarzwasserflüsse und meidet Weißwasserflüsse. Sie kommen wie viele andere Piranha-Arten nur in unbelasteten Gewässern vor und sind äußerst empfindlich gegenüber Wasserverschmutzungen. Sie können daher als Indikator für Gewässerqualität dienen. S. manueli fressen Früchte und Samen sowie Flossen und Fleischstücke, die sie aus Beutefischen herausbeißen.

## Systematik
2007 veröffentlichte Untersuchungen sehen die Gattung Serrasalmus als monophyletisch mit drei Hauptkladen an. Danach gehört Serrasalmus manueli zur Klade B 1.